# Nidia Muñoz
Nidia Muñoz Alemán (* 8. Mai 1991 in Havanna) ist eine kubanische Taekwondoin. Sie startet in der Gewichtsklasse bis 57 Kilogramm.
Muñoz bestritt ihre ersten internationalen Titelkämpfe bei der Weltmeisterschaft 2009 in Kopenhagen, schied jedoch nach ihrem Auftaktkampf aus. Erfolgreich verlief das Jahr 2011. Bei den Panamerikanischen Spielen in Guadalajara zog sie ins Viertelfinale ein und verpasste eine Medaille nur knapp. Beim panamerikanischen Olympiaqualifikationswettbewerb in Santiago de Querétaro gewann sie in der Klasse bis 57 Kilogramm das Finale gegen Yeny Contreras und sicherte sich die Teilnahme an den Olympischen Spielen 2012 in London.
Muñoz wird in Camagüey von Ramón Arias trainiert.